# 제22보병사단 (대한민국)
제22보병사단(第二十二步兵師團, The 22nd Infantry Division, 상징명칭: 율곡부대)은 대한민국 육군의 제3군단 예하 보병사단이다.

## 역사

### 제1차 편성
강원특별자치도 양양군에서 1953년 4월 21일 초대 대통령인 이승만의 부대기 친수와 함께 육군 본부 직할대로 창설되어 한국전쟁 말기에 활약하고, 육군 감축계획에 의해 1958년 12월 24일 해체되었다.

### 제2차 편성
1975년 사단의 전신인 제88보병여단이 재창설, 동해안방어사령부가 제1해안전투단으로 재편성되고 동해안경비사령부(현재 제7기동군단) 예하 제56보병연대와 통합, 1975년 8월 1일 새로 창설된 제88보병여단과 또다시 통폐합 및 증편되면서 1982년 8월 16일, 강원도 고성군에 재창설되어 남·북 동해선 교통행 및 교류를 군사적으로 보장하며 현재까지 주둔하고 있다.
2021년 연말에 인근 제23보병사단로부터 일부 해안경계 대대를 넘겨 받았다.

## 부대
- 사단본부
  - 본부근무대

### 작전부대
- 제53보병여단 "북진"
  - 여단본부
  - 제1대대 (동호리)
  - 제2대대 (탑동)
  - 제3대대 (기사문) : 해안 경계 임무
  - 제4대대[3] "비사" : 해안 경계 임무
  - 군수지원대대
- 제55보병여단 "쌍호"
  - 여단본부
  - 제1대대 "백호" (어천리)
  - 제2대대 "비호" (장신리)
  - 제3대대 "맹호" (건봉산)
  - 군수지원대대
- 제56보병여단 "금강산"
  - 여단본부
  - 제1대대 (마좌리)
  - 제2대대 (석문리)
  - 제3대대 "전방" : GOP 및 해안 경계 임무
  - 군수지원대대
- 포병여단
  - 여단본부
  - 제278포병대대
  - 제279포병대대
  - 제280포병대대
  - 제639포병대대

### 직할부대
- 제28전차대대 "번개"
- 공병대대
- 군수지원대대[4]
- 화생방지원대
- 수색대대
- 정보통신대대
- 의무근무대
- 군사경찰대
- 방공중대
- 제1해안감시장비운용대
- 보충대
- 정보중대(수색중대)

## 전투·부대표창 내역
- 1953년 7월 14일 - 한국 전쟁 당시 "대성산전투"참가
- 1982년 5월 15일 - "5.15 대침투작전"
- 1996년 9월 18일 ~ 11월 7일 - "강릉무장공비 대침투작전"
- 부대표창 : 대통령 9회, 국무총리 2회

## 사건 및 사고
제22보병사단은 여타의 사단에 비해 사건 사고가 많이 일어나기로 악명 높은 부대이다. 때문에 별들의 무덤이라는 멸칭으로 불린다.
- 1984년 6월 26일 - 22사단 소속 조준희 일병이 총기를 난사하고 월북했다. 이로 인하여 사단장 장기하 소장(육사 14기)이 보직해임 당했으며 소장으로 예편한 후 (주) 청보식품 회장이 되었다.
- 1998년 12월 5일 - 22사단 소속 강창원 상병이 90mm 무반동총 불발탄을 습득 후 몰래 보관하고 있다가 병사 휴게실에서 탄피를 분리하던 도중 폭발했다. 이 사고로 강창원 상병을 포함한 병사 3명이 그 자리에서 즉사했으며 병사 5명이 중상을 입었다. 이로 인하여 사단장 류선준 소장(육사 27기)이 문책 및 엄중 경고를 당했다.
- 2005년 4월 13일 - 당시 57세였던 황홍련 선장이 술에 만취한 채로 자신의 어선 황만호를 조타해서 월북하는 사건이 발생했다. 이로 인하여 사단장 임치규 소장(육사 31기)이 문책을 당했다.
- 2009년 10월 26일 - 제22보병사단에서 복무한 강동림 예비역 병장이 제22보병사단이 담당하는 철책을 와이어 커터로 절단하고 월북했다. 이로 인하여 사단장 이양구 소장(육사 35기)이 보직해임 당했다.
- 2012년 10월 2일 - 22사단 관할구역에서 북한군이 철책을 넘고 노크하여 귀순하였다. 그 동안 해당 부대에서는 그 사실을 전혀 알지 못했다. 이로 인하여 사단장 조성직 소장(육사 38기)이 보직해임 당했다.
- 2014년 6월 21일 - 20시 15분에 임도빈 병장이 총기를 난사하여 5명이 숨지고 7명이 부상당했다. 이후 임도빈 병장은 탈영한 후 교전 과정에서 1명이 더 부상 당했다. 이 사건으로 22사단장 서상국 소장(육사 40기)을 비롯하여 연대장, 대대장, 중대장이 보직해임 및 징계위원회 회부 처분을 받았다. 소대장으로 있다가 감시장비 분실 사유로 보직해임 되었던 소대장 역시 추가 징계 및 구속 수감 되었다. 서상국 소장은 제22보병사단장에서 보직해임 당한 이후 한직인 육군훈련소장으로 좌천한 후 임기를 채운 뒤 다시 교육사령부로 재좌천한 이후 소장으로 예편했다.
- 2020년 11월 3일 - 북한의 신원미상 남성이 헤엄쳐 귀순하는 사건이 일어났다. 이 이후 이 사건에 대한 수사를 하는 기간인 2022년 2월 16일 민통선 내부에서 민간인이 발견되었다. 이로 인하여 사단장 표창수 소장(육사 47기)이 보직해임되었으며,[5] 결국 표창수 소장은 제2신속대응사단장을 한 번 더 역임하고 난 이후 대한민국 국군 장성급 장교 보직 중 가장 한직인 육군보병학교장[6]으로 좌천당했다. 표창수 소장은 제2신속대응사단장으로 재직할 당시 그의 직속상관인 제7기동군단장이 타 출신 동기인 고현석 중장(학군 29기)이었으며, 표창수 소장이 육군보병학교장이 되기 직전, 표창수 소장과 동기인 손식 육군특수전사령관(육사 47기)이 대장에 진급했다.
- 2022년 1월 1일 - 탈북자가 제22보병사단 관할구역을 통해서 재월북했다. 이로 인하여 사단장 이승오 소장(육사 49기)이 징계위원회에 회부되었으나 취임한 지 불과 2주일 만에 발생한 일이라 지휘 책임을 묻기 어려워서 주의로 끝났으며 이후 이승오 소장은 제22보병사단장 임기를 만기 퇴임한 이후 요직인 합동참모본부 작전부장으로 영전했다. 그 대신 바로 직전 사단장이자 사건 당시 제22보병사단장의 직속상관인 제8군단장 여운태 중장(육사 45기)이 육군참모차장으로 좌천한 후 다시 제2작전사령부 부사령관으로 재좌천 후 2023년 7월 중장으로 예편했다.

## 사단가
```
대륙 땅 주름잡던 우리 겨레
힘찬 기상 이어받은 율곡 부대
민족의 통일 대업 가슴에 안고
전진의 깃발아래 뭉친 너와 나
전선의 최북단 이 땅을 지키고
내 부모 내 형제 내 조국 위해
적진을 쳐부순다 멸공통일 그 날까지
아아아 우리들은 대한의 건아
승리 향해 전진하는 22사단

```

## 같이 보기
- 대한민국 육군의 사단 목록